# Giornata Rosa di Nove
La Giornata Rosa di Nove è stata una corsa in linea femminile di ciclismo su strada, che si è disputata a Nove, in provincia di Vicenza, dal 2007 al 2011 ed era classificata UCI 1.3.

## Albo d'oro
| Anno | Vincitrice           | Seconda          | Terza             |
| ---- | -------------------- | ---------------- | ----------------- |
| 2007 | Luisa Tamanini       | Giorgia Bronzini | Julia Martisova   |
| 2008 | Diana Žiliūtė        | Eva Lechner      | Martina Corazza   |
| 2009 | Noemi Cantele        | Julia Martisova  | Edita Pučinskaitė |
| 2010 | Noemi Cantele        | Edyta Jasinska   | Tatiana Guderzo   |
| 2011 | Valentina Scandolara | Elena Cecchini   | Rasa Leleivytė    |